# トーマス・テルフォード
トーマス・テルフォード、FRS(王立協会フェロー)、FRSE(エディンバラ王立協会フェロー) (英語: Thomas Telford、1757年8月9日 – 1834年9月2日)はスコットランドの土木技師、建築家、石工であり、道路、橋、運河の建築業績で有名である。シュロップシャーで道路と運河を作るプロジェクトを担当して土木技師として名を上げた後、生まれ故郷のスコットランドで港湾やトンネル、その他の多数のインフラストラクチャーを建設するプロジェクトに携わった。幹線道路やそれをつなぐ橋を非常に多く設計したため、「道路の巨人」と呼ばれるほどの評判をとった。19世紀初頭にあらゆる種類の土木技術を駆使して活動していたため、イギリス土木学会の初代会長に選ばれ、亡くなるまで14年間その地位にあった。

## 生い立ちと初期のキャリア
テルフォードは1757年8月9日にスコットランドのグレンディニングで生まれた。グレンディニングはダンフリーズシャー、エスクデイルのウェスターカーク教区にあるエスクデイルミュア・カークから5キロほど西にある高地農業の農場であった。父は羊飼いのジョン・テルフォードで、トーマスが生まれてすぐ亡くなった。トーマスは貧困の中、母ジャネット・ジャクソン(1794年没)に育てられた。
14歳の時、テルフォードは石工の徒弟に入門した。テルフォードの若い頃の作品はスコットランドとイングランドの国境地域、ラナムのエスク川にかかっている橋で今でも目にすることができる。しばらくエディンバラで働いていたが、1782年にロンドンに引っ越し、建築家のロバート・アダムとサー・ウィリアム・チェンバーズに会った後、サマセット・ハウスの建て増し事業に関わった。2年後にポーツマス海軍基地の造船所で仕事を見つけ、ほぼ独学のみで建築プロジェクトのマネジメント、設計、仕様などに関する知識を身につけ、仕事の幅を広げた。
1787年に富裕な貴族のパトロンであるウィリアム・パルトニーの助力でテルフォードはシュロップシャーの公共事業建築検査官になった。土木工学はいまだに未発達な分野であったため、テルフォードは建築家としての地位を確立することからはじめた。テルフォードはシュルーズベリー城をはじめとして、町の刑務所(この計画中にテルフォードは監獄改革運動の主導的な活動家であるジョン・ハワードに会っている)、ブリッジノースの聖メアリー・マグダレン教会、マデリーの聖マイケル教会などを改修した。1788年にシュルーズベリーの聖チャド教会の屋根の水盛りについてアドバイスを求められた際、テルフォードは教会がいつ崩壊するかわからないような差し迫った危険な状態にあると警告した。教会が3日後に崩壊したため、テルフォードの地元での評判は高まったが、建築家としてこの教会の新築を担当することはなかった。
シュロップシャーのカウンティの検査官として、テルフォードは橋にも責任を負っていた。1790年にテルフォードはロンドンからホリーヘッドに向かう道路上、モントフォードでセヴァーン川にかかっている橋を設計した。これはシュロップシャーでテルフォードが作った40あまりの橋のうち最初のものであり、この後はビルドワスやブリッジノースでセヴァーン川を渡るための主要な橋を設計した。ビルドワスの橋はテルフォードが作った最初の鉄橋である。テルフォードはこの橋を作るにあたってエイブラハム・ダービーのアイアンブリッジから影響を受けていたが、アイアンブリッジは機能に照らして非常に過剰設計で、構成部品の多くについて設営が悪いと考えていた。対照的に、テルフォードの鉄橋は10メートルの幅で重量はアイアンブリッジの半分であったが、この橋は現存していない。テルフォードは建築前に材質を徹底的にテストしていたが、これは同時代の土木技師の間では珍しく、画期的であった。
1795年にウスターシャー、ビュードリーの橋が冬の洪水で流され、テルフォードが架橋のための設計責任者になった。同じ冬の洪水でテンベリー・ウェルズの橋も流されていた。ティーム川にかかっている橋はウスターシャーとシュロップシャーの共同責任で維持されており、両カウンティの境界で橋が曲がっていた。テルフォードはシュロップシャーの管轄である橋の北側の修理を担当した。

## エルズミア運河
シュロップシャーで高い評価を得たため、テルフォードは1793年にエルズミア運河の詳細な設計と建築のマネジメントを委任された。エルズミア運河はシュロップシャー北西部のエルズミアの町を通って、レクサムの製鉄所・炭鉱とチェスターをつなぐものであり、既に存在してたチェスター運河とマージー川を活用することになっていた。

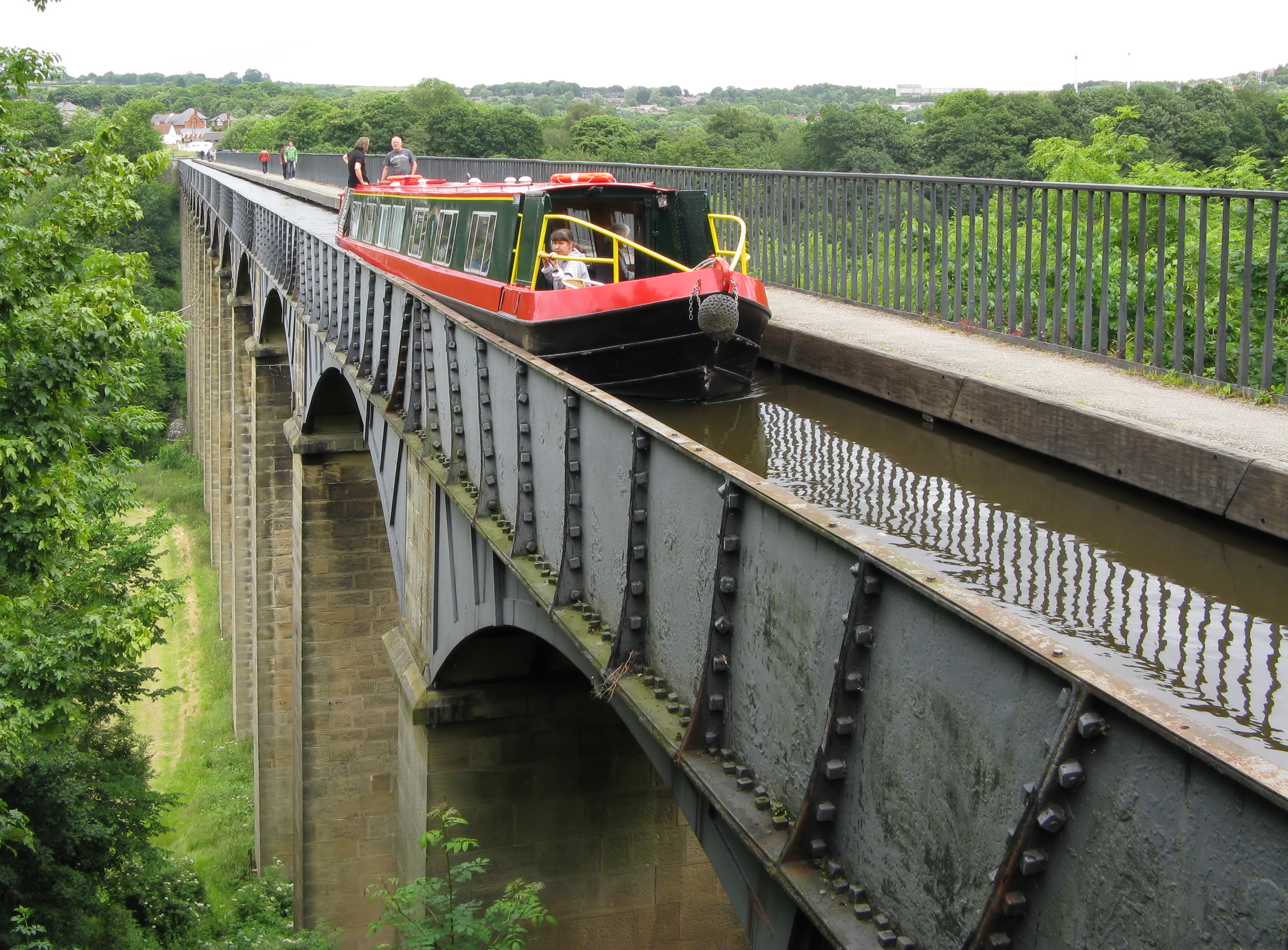
ポントカサステ水道橋を航行する運河ボート

いろいろな構築物の中でも、スランゴスレンの谷でディー川にかかるポントカサステ水路橋はめざましい建築物であり、テルフォードは鋳鉄プレートで作って石細工で固定するトラフからなる新しい工法を用いてこれを作った。ポントカサステ水路橋は1,000フィート (300 m)の長さで谷底から126フィート (38 m)の高度を有しており、45フィート(15m)の幅がある19個のアーチがある。テルフォードは大規模建築物に鋳鉄を用いた最初期の建築家であったため、砂糖と鉛を煮詰めたシーリング材を鉄の接合に用いるなどの新しい技術を開発した。著名な運河技士であったウィリアム・ジェソップがプロジェクトを監督したが、工事の細かい点についてはテルフォードにまかせていた。水路橋はユネスコの世界遺産に指定されている。

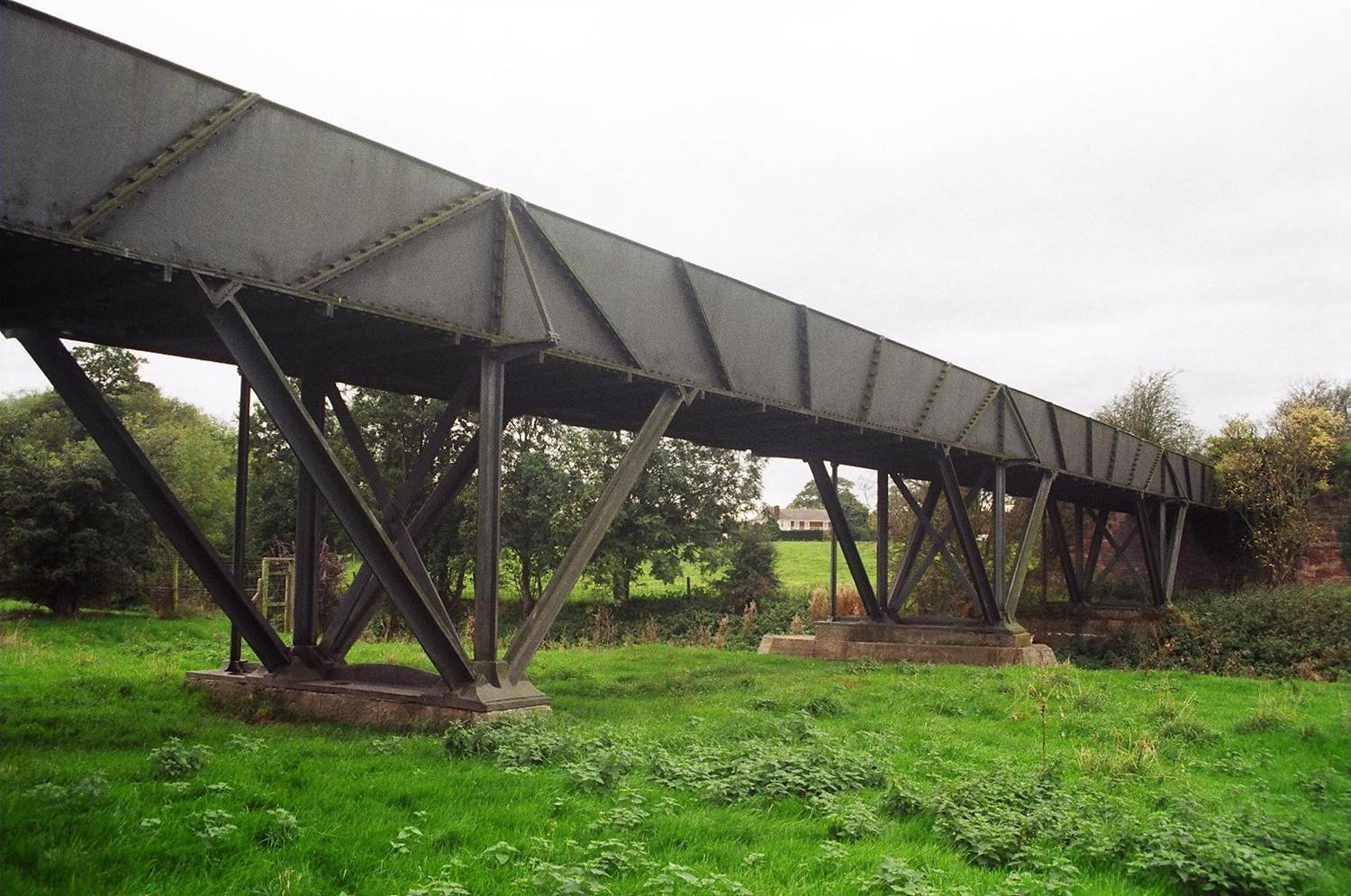
ロングドン＝オン＝ターン水路橋

同時期にテルフォードはシュルーズベリー運河の設計と建築に関わった。もともとの担当技師だったジョサイア・クロウスが1795年に亡くなったため、テルフォードがこれを引き継いだ。このプロジェクトでテルフォードが関わった作品としては、鋳鉄を用いたロングドン＝オン＝ターンの水路橋の設計があげられる。これはポントカサステ水路橋に先立つもので、たったひと月前にベンジャミン・アウトラムがダービー運河に作った英国最初の鋳鉄水路橋よりもずっと大きいものであった。
エルズミア運河は1805年に完成し、テルフォードの土木技師としての名声は高まった。このため、運河建築の責任者としてしなければいけない仕事以外にも、テルフォードは多くの他のプロジェクトについていつも意見を求められるようになった。リヴァプールの給水設備やロンドンの波止場の改修、ロンドン橋の再建(1800年頃)などはこうしたプロジェクトの例である。
最も有名なものとしては、再度ウィリアム・パトニーの意向を受け、1801年にテルフォードはスコットランドのハイランド地方の輸送網を改善するための基本計画を策定した。これは20年以上かかる一大プロジェクトで、カレドニアン運河、グレート・グレン、クリナン運河の部分的な再設計、920マイル (1,480 km)の新道路、クライゲラヒー橋など1,000本を越える新しい橋、アバディーン、ダンティー、ピーターヘッド、ウィック、ポートマホマック、バンフを含む多数の港湾改修、32の新しい教会などからなるものであった。
テルフォードはスコットランドのローランド地方の幹線道路建築も請け負っており、これは184マイル (296 km)の新道路と、カークーブリーのトングランドでディー川を渡るための112フィート(34 m)の石橋から129フィート(39 m)の高さがあるラナークのカートランド・クラッグズ橋(1822年)まで、多数の橋からなるものであった。
テルフォードは1806年にスウェーデン国王グスタフ4世アドルフから、ヨーテボリとストックホルムの間をつなぐ運河建設について相談を受けた。テルフォードの計画が採用され、イェータ運河の建設が1810年にはじまった。テルフォードはこの頃スウェーデンまで旅をし、重要性の高い最初の掘削を監督した。
テルフォードのプロジェクトの多くは大蔵省証券貸付委員会委員という職務のせいで請け負ったものであった。この機関は1817年の貧困者雇用法により設置されたもので、雇用を生みだす公共事業に財政支援を行うことを目的としていた。

## 「道路の巨人」

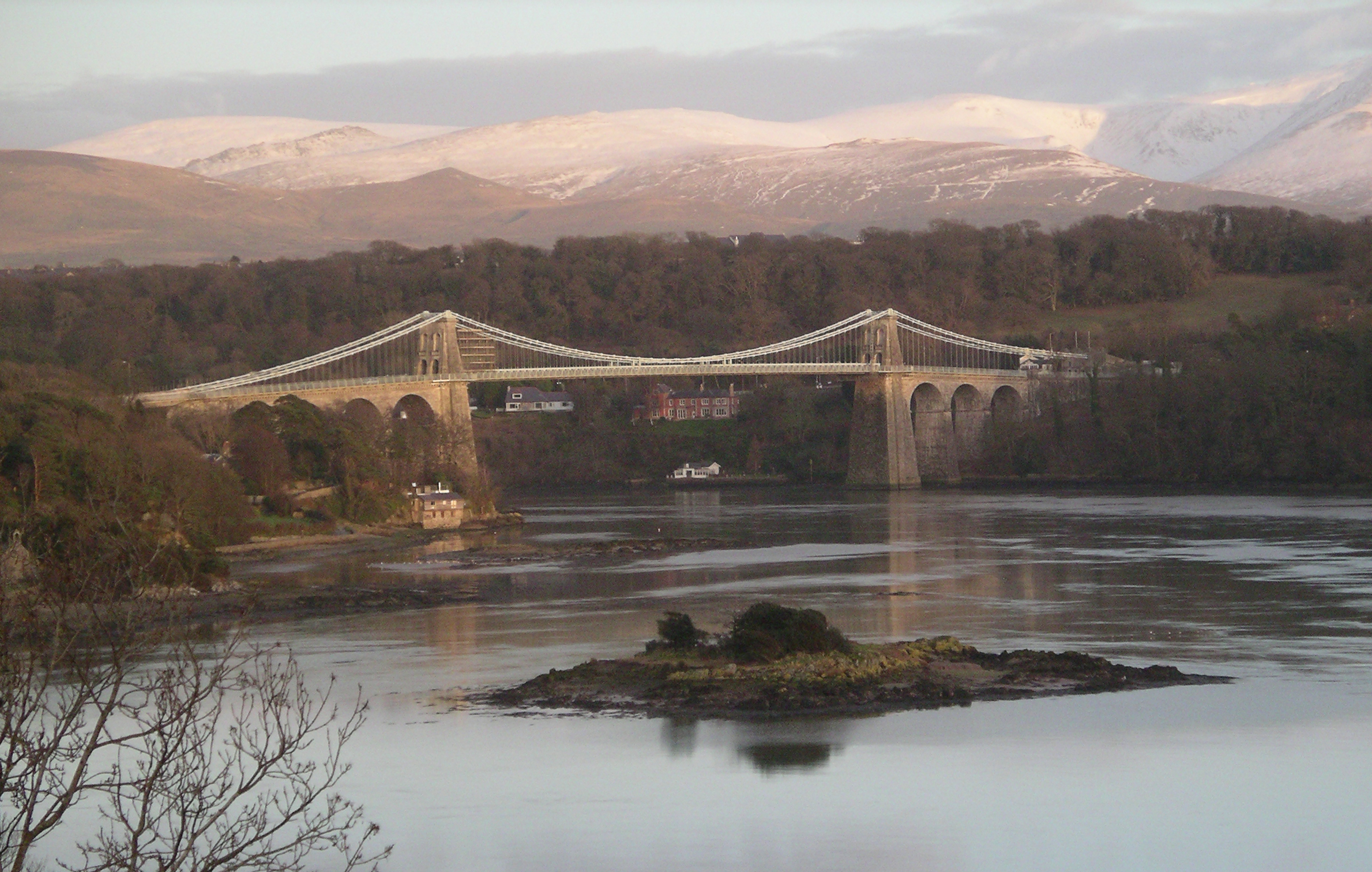
メナイ吊橋

晩年にテルフォードはロンドンからホリーヘッドをつなぐワトリング街道の一部を再建するプロジェクトの責任者となり、この仕事は10年間テルフォードのアシスタントをつとめていたジョン・ベンジャミン・マクニールが完成することとなった。今日、この道路のほとんどはA5幹線道路上にあるが、ホリーヘッド・ロードは現在A45、A41、A464の部分になっているところに沿ってA5から分岐し、コヴェントリー、バーミンガム、ウルヴァーハンプトンの町を通る。ロンドンとシュルーズベリーの間では結局工事のほとんどは改修ですんだ。シュルーズベリーより北西、とくにスランゴスレン以北では、しばしば何もないところから幹線道路を作らねばならなかった。このルート上の目立った業績としては、ベトゥース＝イ＝コイドでコンウィ川を渡るウォータールー橋、ここからカーペル・キーリグへの上り坂、ナント・フランコン・パスからバンガーに向かう下り坂がある。カーペル・キーリグとベセスダの間、オグウェン渓谷で、テルフォードはローマ人がこの地域を占領した時に作ったもともとの道から逸れるように道路を通した。
アングルシー島からはスタンリー・サンズを渡ってホリーヘッドへ通じるスタンリー・エンバンクメントが建設されたが、メナイ海峡の架橋が最も手間のかかる大胆なプロジェクトであり、これは1819年から1826年にかけて作られたメナイ吊橋によって実現された。580フィート (180 m)もあり、建設当時としては最長の吊橋であった。現代の吊橋と異なり、テルフォードはケーブル部分にひとつひとつつなげた鉄のアイバーを使用した。

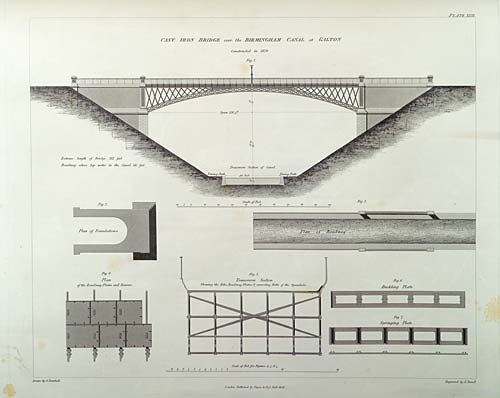
ゴルトン橋

テルフォードは北部ウェールズでもチェスターとバンガーをつなぐ海岸道路建設を行い、コンウィでも大規模な吊橋を建設した。コンウィ吊橋は1826年、メナイ吊橋より少し後に開通した。
さらに北で、テルフォードはスコットランドのアラン島の中心を通る道路を設計した。「ストリング・ロード」と命名され、このルートのおかげで通行者は遠回りになる海岸の道路を避け、荒涼として通行しにくい土地が続くアラン島の東西を行き来できるようになった。テルフォードはグラスゴーからカーライルへ行く道路(後にA74になる)を改修したが、この工事は「将来の土木技師の見本」と言われた。
テルフォードは厚みに基づく石の選定を改善し、交通量を考慮し、配列や傾斜にも注意することで、マカダム道路の敷設方法を改善した。
ロドス島の巨像（Colossus of Rhodes）と語呂合わせした「道路の巨人」(Colossus of Roads)というあだ名は、テルフォードの友人でやがて桂冠詩人になるロバート・サウジーがつけたものである。
1821年にテルフォードはスウェーデン王立科学アカデミーの海外会員に選ばれた。

## 「テルフォード教会」

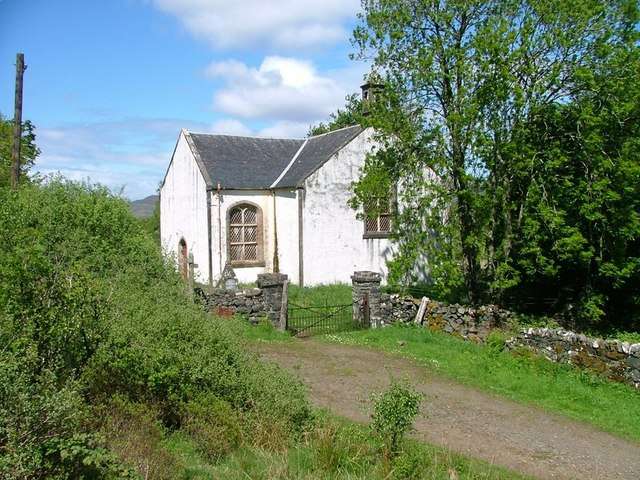
インナー・ヘブリディーズのウルヴァ島にある「テルフォード教会」(1827/8)

1823年の議会法で、教会建築物がひとつもないコミュニティのため、教会と牧師館を40軒程度まで建設できるよう、5万ポンドの助成金が出ることになった。このため、建てられた教会は「議会教会」('Parliamentary Church'や'Parliamentary Kirk')と呼ばれるようになった。一か所で全予算が1,500ポンドを超過してはならず、テルフォードが設計を請け負うことになった。教会についてはTの字の形のシンプルなデザインを作り、牧師館については現地の状況にあわせて応用でき、レンガか石が材料の1階建てと2階建て2種類のデザインを考え、それぞれのコストを750ポンドとした。当初は43軒の教会が計画され、結局32軒がスコットランドのハイランド地方と島嶼部に建てられ、他の11軒については既に存在する建物の改装で手が打たれた。こうした教会のうち、最後のものは1830年に建設された。

## 晩年
テルフォードが他に手がけた事業としては、セントラルロンドン、タワー・ブリッジの近くにあるセント・キャサリン・ドックス(1824–28)があり、 ここではテルフォードは建築家のフィリップ・ハードウィックとともに仕事をした。グロスターとバークリーの船舶運河(今日のグロスター・アンド・シャープネス運河)、グロスターの近くのオーヴァー橋、トレント・アンド・マージー運河にある2代目のヘアキャッスル・トンネル(1827)なども晩年の仕事である。バーミンガム・アンド・リヴァプール・ジャンクション運河(今日のシュロップシャー・ユニオン運河の一部)は1826年5月に着工し、テルフォードの死後である1835年1月に完成した。1829年にゴルトン橋の建設が始まった時、この橋は当時としては世界最長の単径間橋であった。テルフォードは1832年にケントのウィッツタブルにある港湾も手がけており、これは潮汐貯水池を用いて泥を出す特殊なシステムを持つカンタベリ・アンド・ウィッツタブル鉄道に関連するプロジェクトであった。テルフォードはジェームズ・ブリンドリーが過労で亡くなった後、グランド・トランクも完成させている。
1820年、テルフォードは設立されたばかりのイギリス土木学会の初代会長となり、死ぬまで同職にあった。
テルフォードは1834年8月23日頃から体調を崩し、同9月2日に亡くなった。

## 文人として
テルフォードは土木技師として有名になる前から文人として活動していた。1779年から1784年にかけて詩を出版し、ロバート・サウジーとスコットランド旅行の記録も刊行している。建築などについてもさまざまな論考を執筆していた。製図家であったジョージ・ターンブルはテルフォードから詩を送られたことがある。サウジーはのちにテルフォードの伝記を執筆した。テルフォードは遺言で、サウジー、詩人のトーマス・キャンベル(1777–1844)、自身も執筆者のひとりであった『エディンバラ百科事典』の出版者たちに遺産を分与している。

## 顕彰
2011年にスコットランドエンジニアリング名誉の殿堂が設立された際、テルフォードは最初にここで記念される7人のうちの1人に選ばれた。

## テルフォードが設計した橋

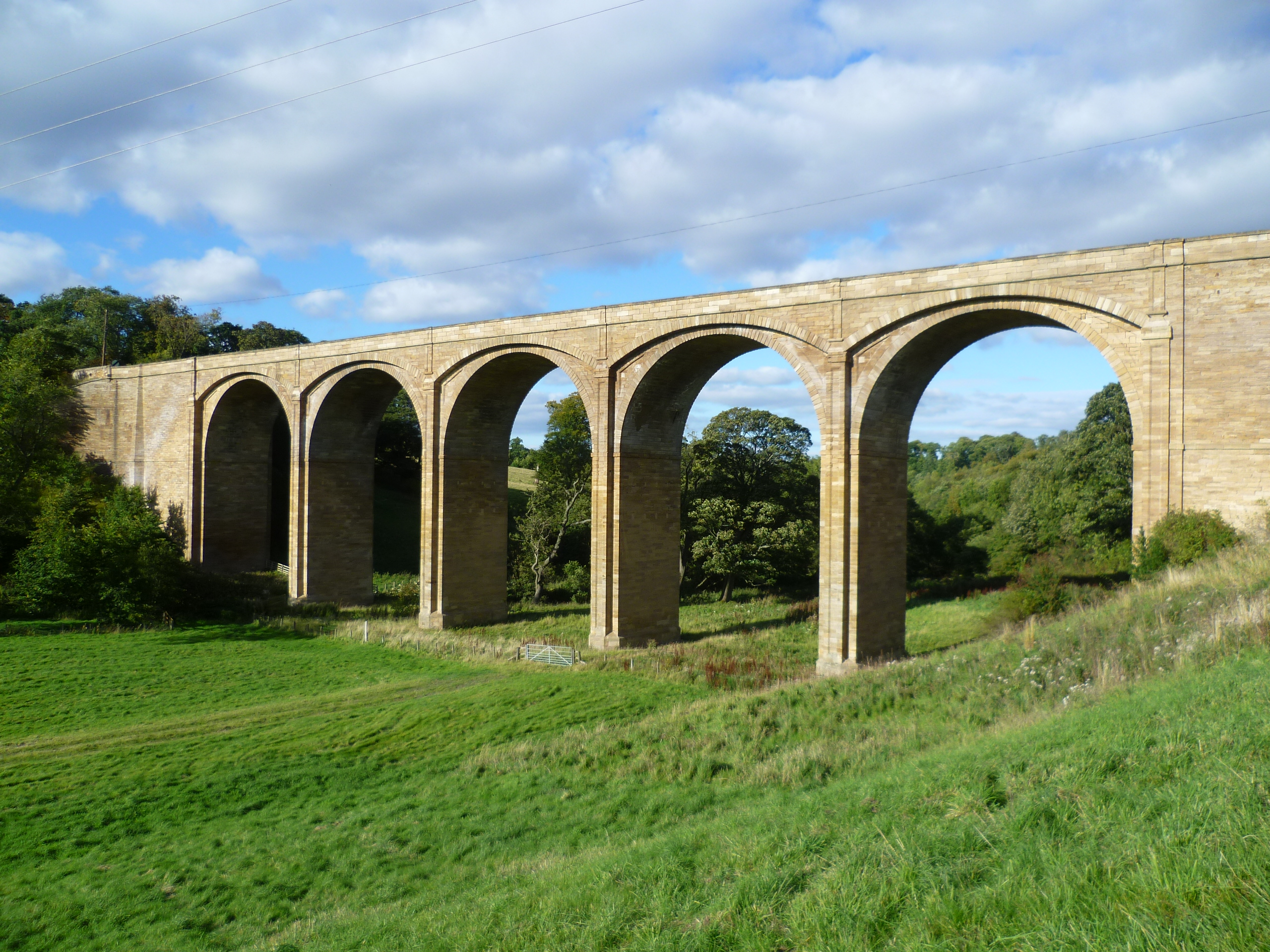
現在はA68上にあるロジアン橋(1831)

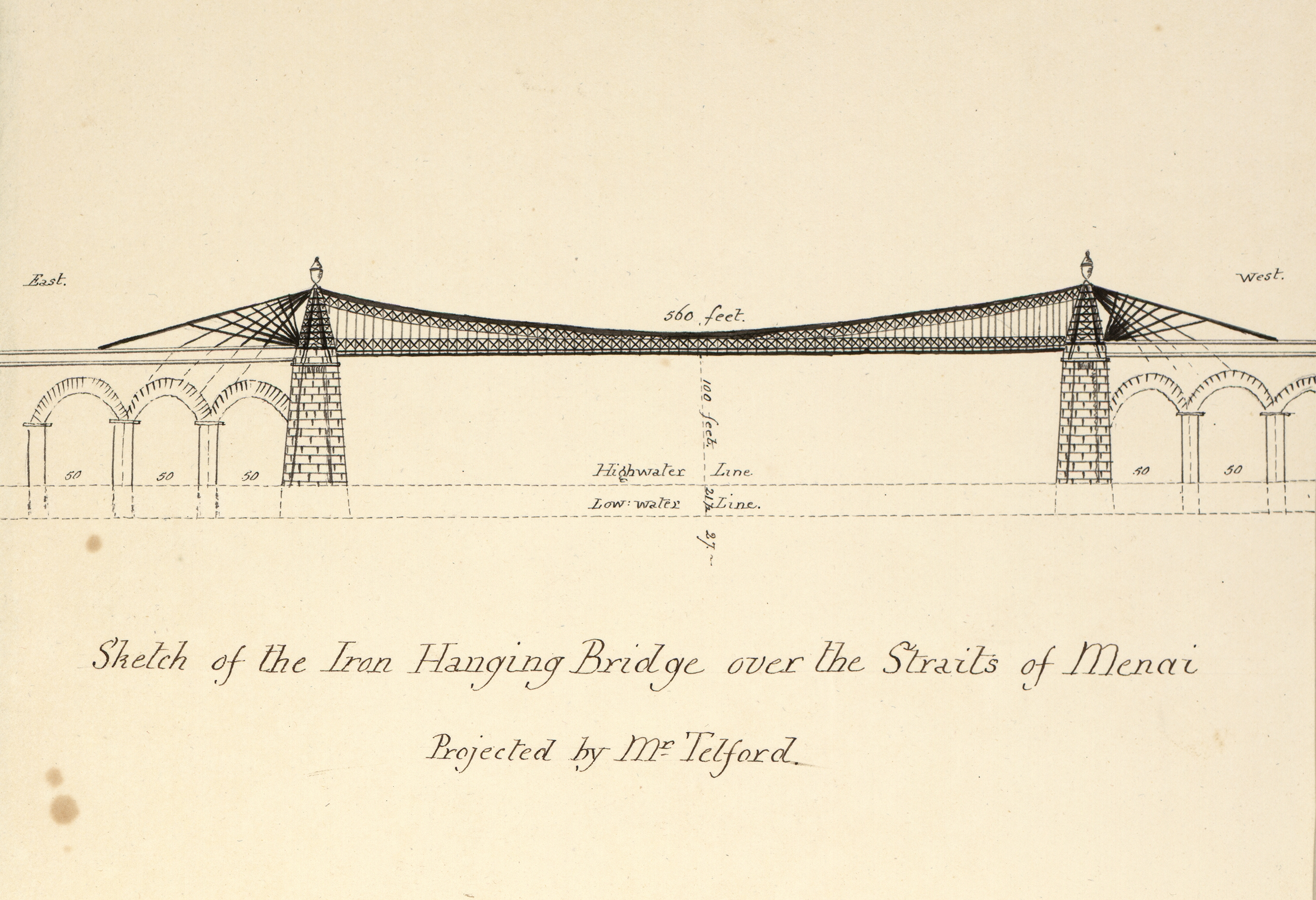
メナイ吊橋の初期計画案

トーマス・テルフォードは生涯で多数の橋や水路橋などの河川横断施設を設計しており、主なものとしては以下のものが含まれる。
| Year | Name / Location                          |
| ---- | ---------------------------------------- |
|      | ロンドン橋計画案                         |
|      | ポターク橋                               |
| 1792 | クラカン橋                               |
| 1792 | モントフォード橋                         |
| 1796 | ビルドワス橋                             |
| 1796 | ロングドン＝オン＝ターン水路橋           |
| 1797 | カウンドアーバー橋                       |
| 1798 | ビュードリー橋                           |
| 1801 | チャーク水道橋                           |
| 1805 | ポントカサステ水路橋と運河               |
| 1806 | グレン・ロイ水路橋、カレドニアン運河     |
| 1808 | トングランド橋                           |
| 1809 | ダンケルド橋                             |
| 1810 | ブリッジノース橋                         |
| 1812 | ボナー橋                                 |
| 1813 | インヴァーモリストンのテルフォード橋     |
| 1815 | クライゲラヒー橋                         |
| 1815 | デュナンズ橋                             |
| 1815 | ベトゥース＝イ＝コイドのウォータールー橋 |
| 1816 | グラスゴーのブルーミーロウ橋             |
| 1819 | バノックバーン橋                         |
| 1820 | キャントロップ橋                         |
| 1823 | スタンリー・エンバンクメント             |
| 1824 | イートン・ホール橋                       |
| 1826 | コンウィ吊橋                             |
| 1826 | メナイ吊橋                               |
| 1826 | ミス橋                                   |
| 1827 | ヘアキャッスル・トンネル(橋ではない)     |
| 1827 | ホルト・フリート橋                       |
| 1827 | オーヴァー橋                             |
| 1827 | キーグの橋                               |
| 1829 | ゴルトン橋                               |
| 1831 | エディンバラのディーン橋                 |
| 1831 | パスヘッドのロジアン橋                   |

## テルフォードにちなむ地名

### テルフォード・ニュー・タウン

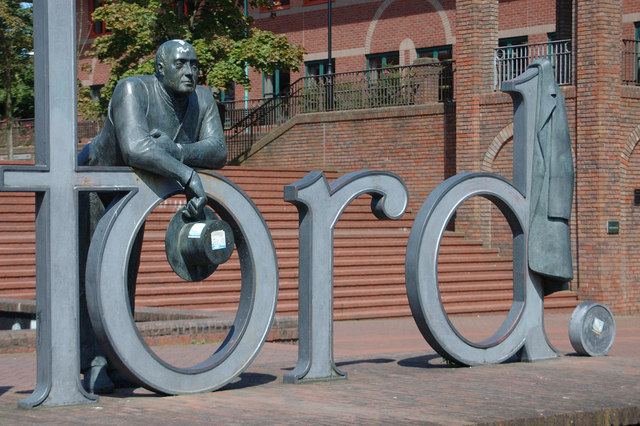
シュロップシャー、テルフォードの裁判所の外にあるトーマス・テルフォードの像

1968年、シュロップシャーのレキンにニュータウンが建設された際、トーマス・テルフォードの名をとってテルフォードと名付けられた。1990年にブリテン初のシティ・テクノロジー・カレッジがテルフォードにできた時、当然トーマス・テルフォードの名前が名称候補としてあがった。トーマス・テルフォード校は国内でも有数の総合学校である。

### トーマス・テルフォード・ロード
テルフォードが若い頃徒弟として修業をしていたラナムにトーマス・テルフォード・ロードがある。

### テルフォード・ホール
テルフォード・ホールはトーマス・テルフォードにちなんで名付けられたラフバラ大学の学生寮である。ホールのコモンルームにテルフォードを顕彰するプラークがかかっている。

### ペンシルベニア州テルフォード
ペンシルベニア州モンゴメリー郡にあるバラ・オヴ・カウンティ・ラインは1857年に名称をテルフォードに変更した。これは北ペンシルベニア鉄道会社がトーマス・テルフォードにちなんで新駅名をテルフォード駅としたためである。

### エディンバラ・テルフォード・カレッジ
エディンバラ・テルフォード・カレッジはテルフォードの業績を記念して命名された。2012年10月よりエディンバラ・カレッジの一部となっている。

### テルフォード橋(フットブリッジ)
2008年にノバスコシア州ダートマスにあるシューベナカディー運河にフットブリッジが建てられ、19世紀にカナダの運河にテルフォードが重要な貢献したことを記念し、テルフォード橋という名前がつけられた。

## テルフォード賞
学会への論文投稿を促し､その質を高める事を目的に、テルフォードが亡くなる直前に英国土木学会に贈った寄付金を基にして、没後翌年の1835年に、同学会の論文賞として最初で最も名誉のあるテルフォード賞が設けられた。「テルフォードメダル」と名付けられ、当初はゴールド、シルバー、ブロンズの3種類があったが、メダルの種類分けが撤廃されたり復活したりしながらしばらく続いたのち、1971年からは種類分けのない「テルフォードメダル」のみの呼称となった。1841年からはテルフォードメダルの下位にテルフォード･プレミアムが設けられ、メダルとプレミアムの同時受賞もある。
受賞者には、ウィリアム・ランキン、ロバート・マニング、ジョージ・ビドル・エアリー、オズボーン・レイノルズら著名な土木技術者がいる。日本からは田辺朔郎の論文が1894年にメダルとプレミアムを同時受賞し、橋本和佳（中央開発）ほか7名の論文が2017年にプレミアムを受賞した。日本人の受賞者はこの2編が唯一である。

## 自伝
Telford's autobiography, titled The Life of Thomas Telford, Civil Engineer, written by himself, was published in 1838.

## 著作
- The Life of Thomas Telford; civil engineer with an introductory history of roads and travelling in Great Britain Samuel Smiles (1867)
- Thomas Telford L. T. C. Rolt, Longmans (1958)
- Thomas Telford, Penguin (1979), ISBN 0-14-022064-X
- Thomas Telford, Engineer, Thomas Telford Ltd (1980), ISBN 0-7277-0084-7